# Merlin la souris magique
Pour l’article homonyme, voir Merlin la souris magique (film).
Merlin la souris magique (Merlin the Magic Mouse) est un personnage des cartoons Looney Tunes. C'est une souris anthropomorphe créé par Alex Lovy. Sa première apparition date de 1967 dans le dessin animé Merlin la souris magique (1967).

## Filmographie
- Merlin la souris magique (Merlin the Magic Mouse) (1967)
- Le chapeau magique (Hocus Pocus Powwow) (1968)
- Feud with a Dude (1968)
- Fistic Mystic (1969)
- À magicien, magicien et demi (Shamrock and Roll) (1969)